# Cầu Alexandre-III
Cầu Alexandre-III (tiếng Pháp: Pont Alexandre-III) là cây cầu bắc qua sông Seine giữa quận 7 và quận 8 thành phố Paris. Được công nhận di tích lịch sử, đây là một trong những cây cầu đẹp nhất thành phố.
Hoàn thành năm 1900 cùng với các công trình Petit Palais và Grand Palais, cầu Alexandre-III vốn là quà tặng của Hoàng đế Nga Alekxandr III cho nước Pháp nhân dịp Triển lãm quốc tế tại Paris năm đó. Cầu được đặt tên theo tên vị Sa hoàng, nhưng viết theo tiếng Pháp thành Alexandre-III.

## Lịch sử
Cầu Alexandre-III là biểu tượng của tình hữu nghị giữa 2 nước Nga và Pháp. Sa hoàng Alekxandr III và tổng thống Sadi Carnot đã cho xây dựng khi Triển lãm thế giới năm 1900 được tổ chức ở Paris. Việc xây dựng cầu Alexandre-III được giao cho hai kỹ sư Jean Résal và Amédée d'Alby cùng các kiến trúc sư Cassien-Bernard và Gaston Cousin. Viên đá đầu tiên được đặt xuống bởi Sa hoàng Nikolai II - con trai của Alekxandr III - vào năm 1896 và năm 1900 Nikolai II đã khánh thành cây cầu vào dịp Triển lãm thế giới.
Năm 1975, cầu Alexandre-III được công nhận là công trình lịch sử của Pháp. Năm 1990, cầu Alexandre-III thuộc các công trình hai bên bờ sông Seine được UNESCO công nhận Di sản thế giới.

## Cầu Alexandre-III

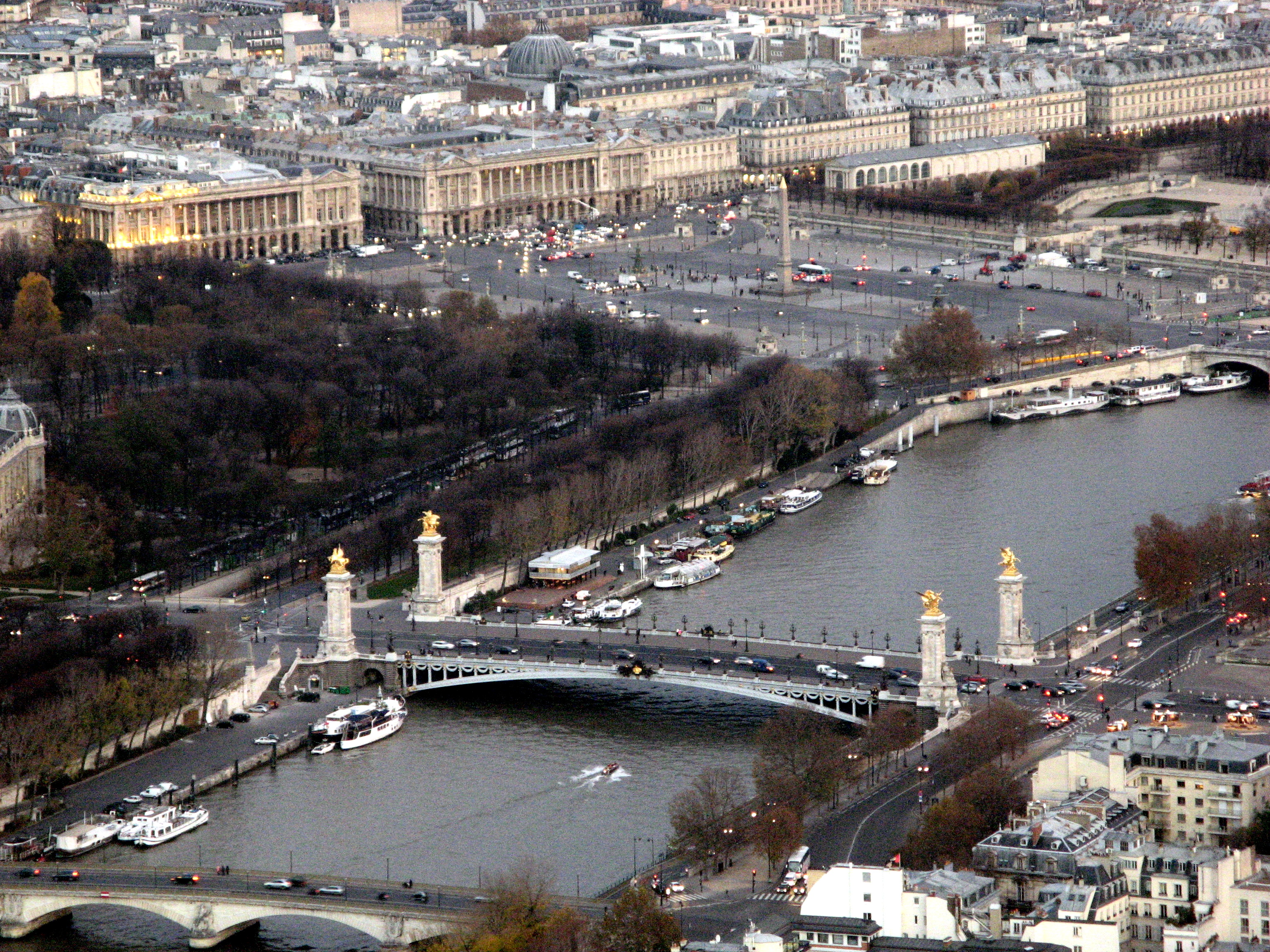
Cầu Alexandre-III và quảng trường Concorde

Cầu Alexandre-III nằm ở một khu vực quan trọng của thành phố Paris. Vị trí của cầu trên đường thẳng từ Điện Invalides tới đại lộ Winston-Churchill, nơi có Petit Palais và Grand Palais hai bên. Các công trình tháp Eiffel, Điện Élysée, Palais Bourbon, quảng trường Concorde cũng nằm không xa cầu Alexandre-III.
Cầu Alexandre-III bằng kim loại, rộng 40 m dài 107 m với ba điểm nối. Chỉ có một nhịp, cầu được bắc qua sông Seine không có cột chống nào ở trung gian. Trên cầu, những cột đèn trang trí mang phong cách Tân nghệ thuật. Ở mỗi đầu cầu, có hai cột lớn bằng đá và trên đỉnh cột đặt các bức tượng kim loại màu vàng. Trên cây cột bên tả ngạn về phía hạ lưu có ghi: "Ngày 14 tháng 4 năm 1900, tổng thống Cộng hòa Pháp Émile Loubet mở Triển lãm thế giới và khánh thành cầu Alexandre-III".
Từ tháng 9 năm 2006, phía dưới cầu, một hộp đêm là Showcase được mở trên một chiếc thuyền cải dụng. Địa điểm này được sử dụng như một phòng hòa nhạc và quay truyền hình.
Cầu Alexandre-III đã xuất hiện trong một số tác phẩm điện ảnh, cả của Pháp và các nước khác. Trong bộ phim Angel-A, hai nhân vật Angela và André nhảy từ cầu Alexandre-III xuống sông Seine. Trong Anastasia năm 1997, cầu bị Rasputin phá hủy với âm mưu giết hại nhân vật Anastasia.
Ở thành phố Liège của Bỉ, cầu Fragnée được xây dựng dựa theo Alexandre-III.

## Hình ảnh

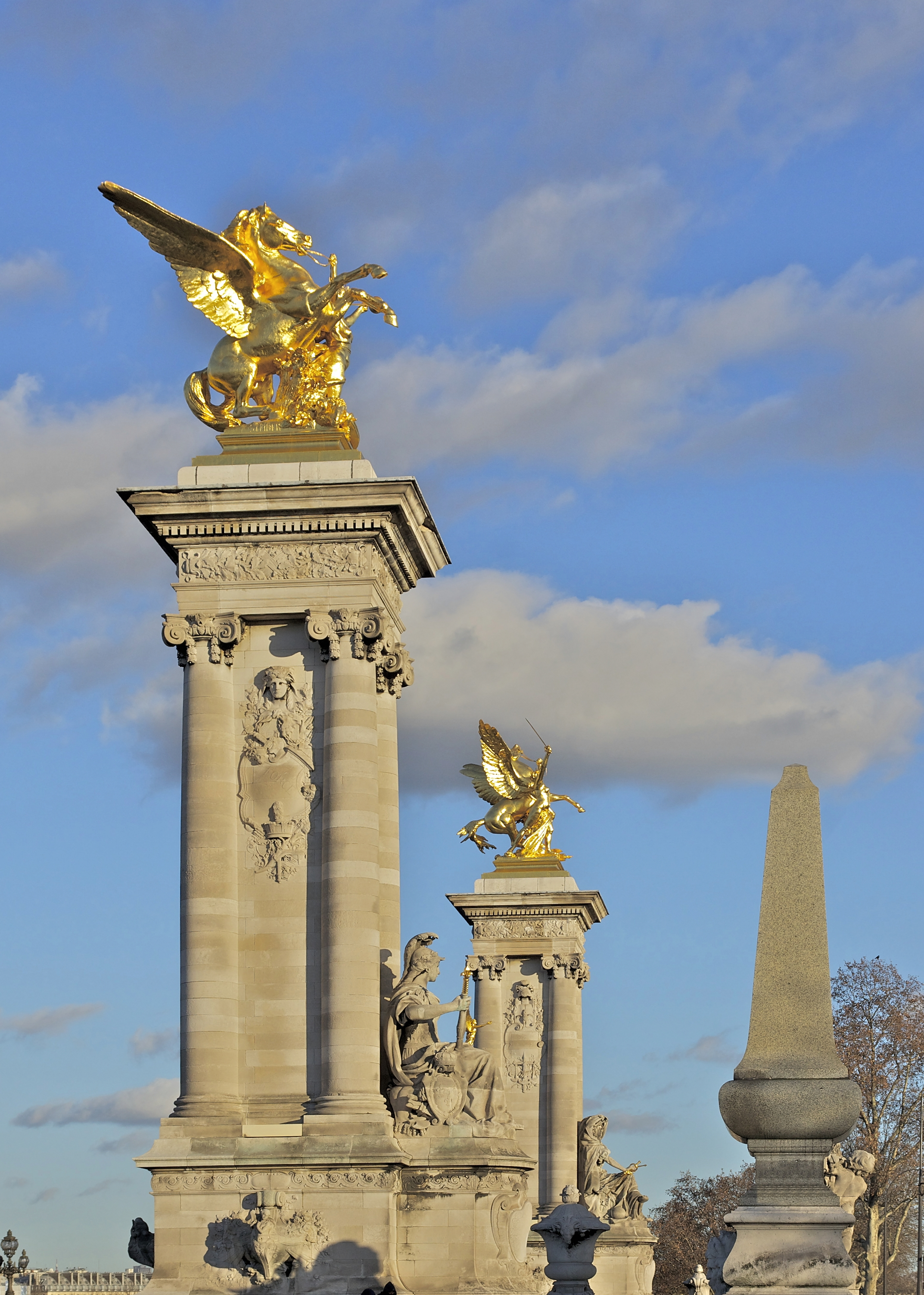
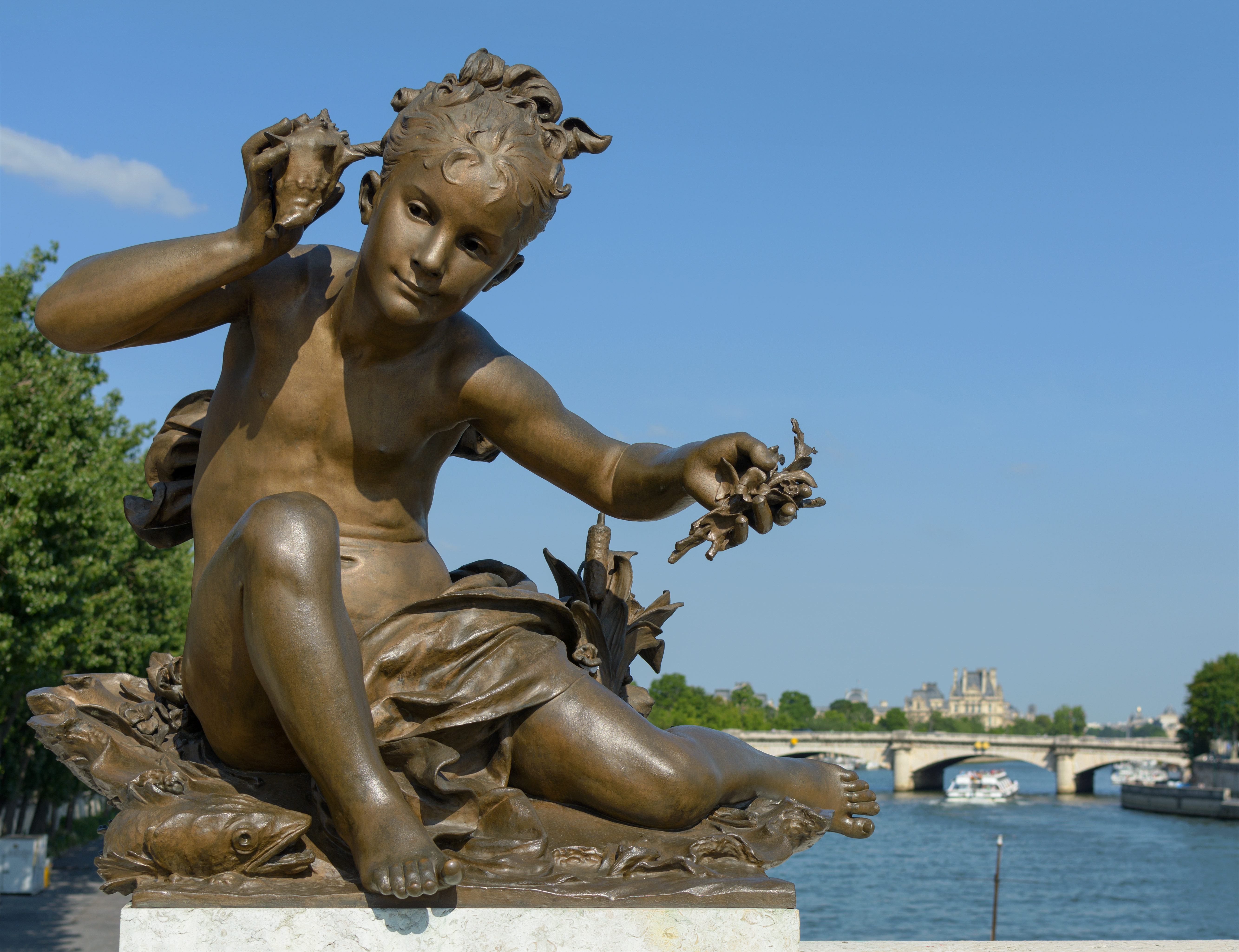
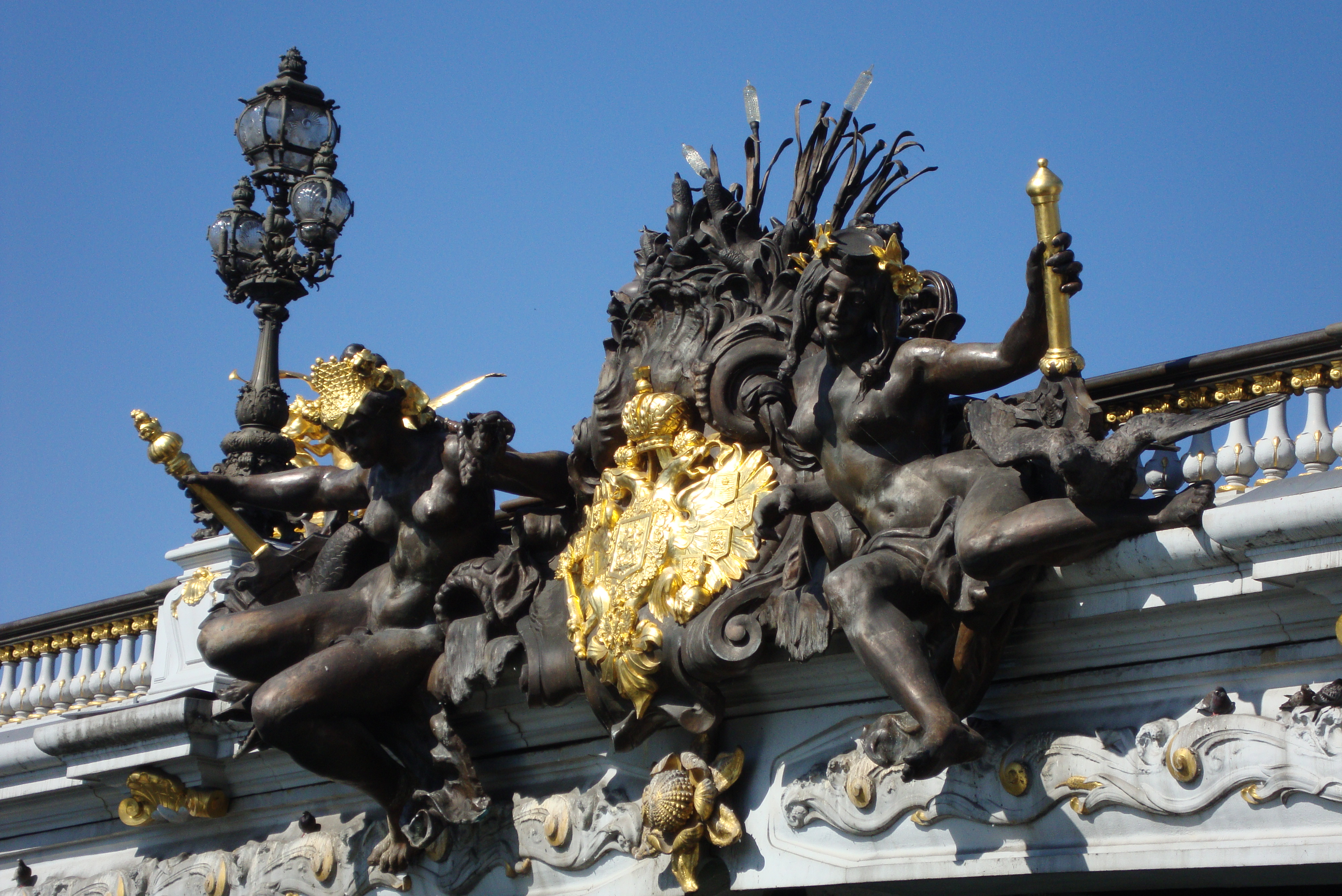
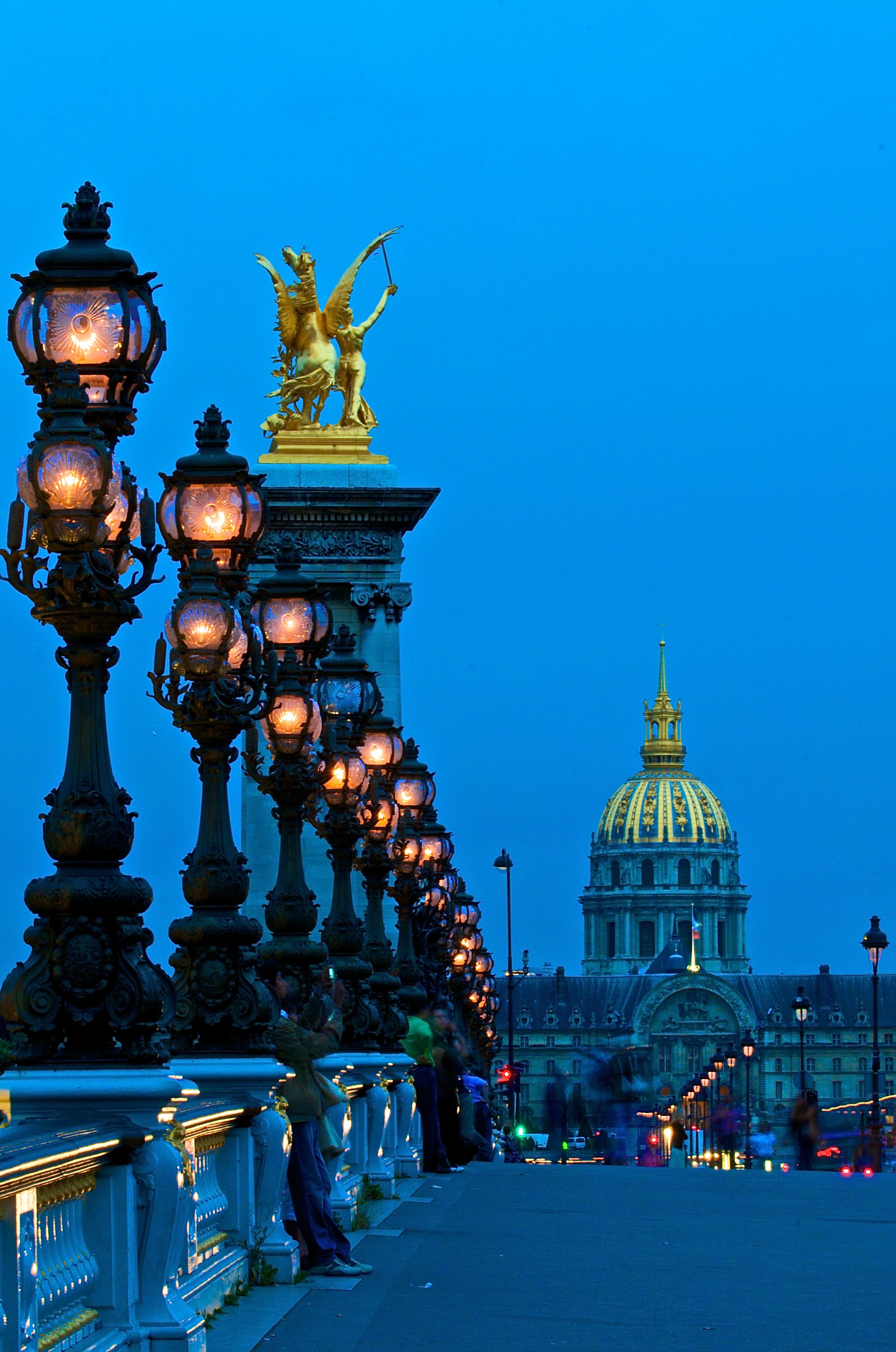
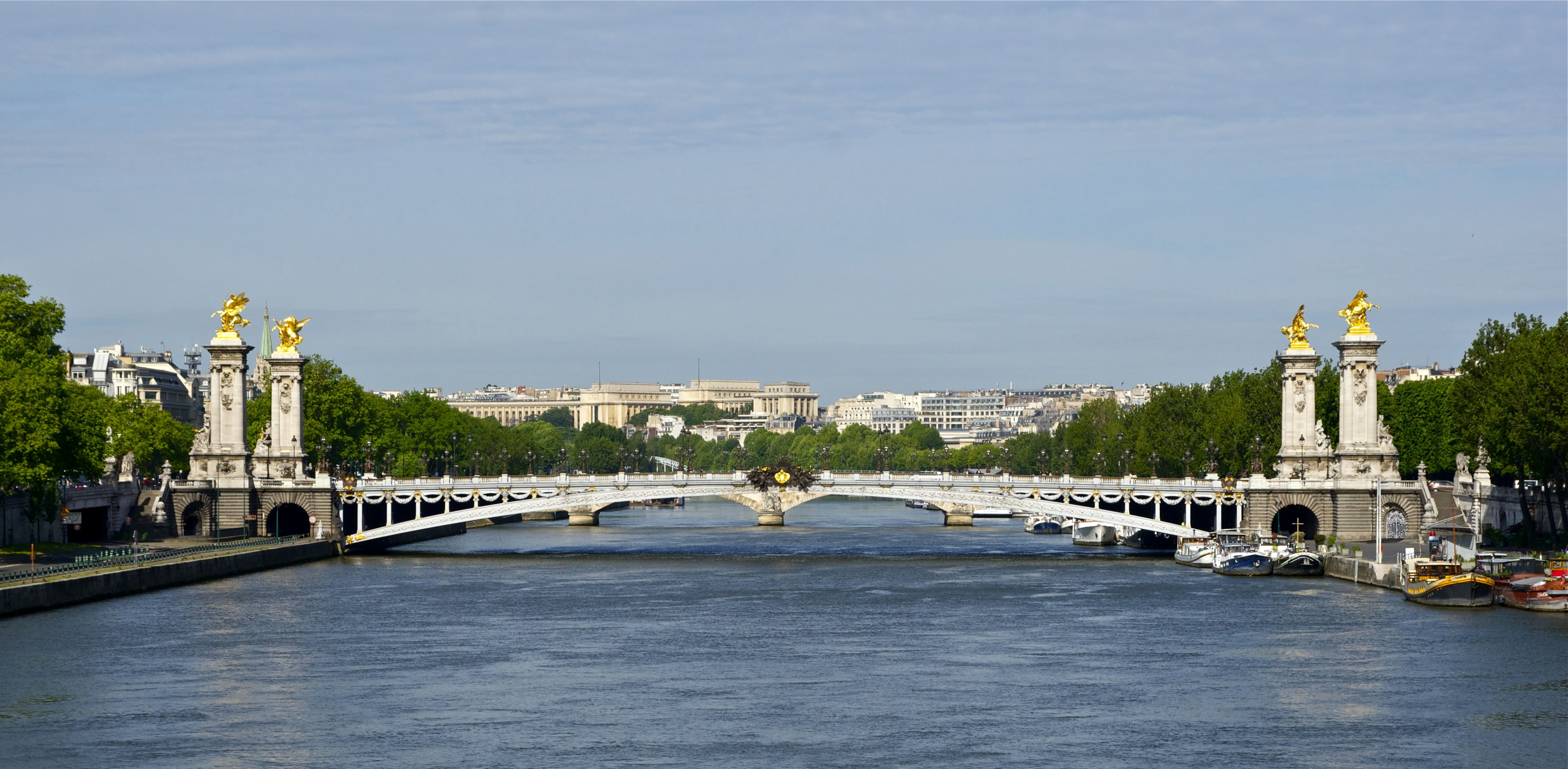